# Uabe ibne Munabi
Abu Abedalá Uabe ibne Munabi (em árabe: أبو أبد الله واحب إبن منبه; romaniz.: Abu 'Abd Allah Wahb ibn Munabbih), melhor conhecido só como Uabe ibne Munabi, foi um tradicionalista e autor-transmissor de origem persa do Iêmem. Serviu como juiz no Iêmem e sua fama foi transmitida por vários escritores muçulmanos posteriores. Morreu em 728/730 em consequência da flagelação à qual foi submetido na prisão.

## Vida
Uabe era persa e nasceu em 654/655 em Dimar, dois dias de marcha de Saná no Iêmem. Seu pai, Munabi, converteu-se ao islamismo no tempo do profeta Maomé e diz-se que foi bom muçulmano. Ele viveu com seus 5 irmãos em Sancas, e Amame era o mais velho. Os demais chamavam-se Gailã, Abedalá, Maquil e Omar e os últimos dois desempenharam importante papel na transmissão da tradição de Uabe que foi reconhecido como grande autoridade no campo das tradições bíblicas; citações de sua obra demonstram que herdou o conhecimento dos convertidos Cabe Alabar e Abedalá ibne Salã e ele e os irmãos podem ser chamados tabi'un.
Serviu como juiz em Saná e em algum momento durante o governo de Urua ibne Maomé ele bateu num amil, de quem o povo reclamou, com um bastão até fazê-lo expelir sangue. Diz-se que ao aceitar essa posição perdeu seu dom de prever o futuro nos sonhos. Textos póstumos dão detalhes que corroboram a visão de que seguiu uma vida ascética e diz-se que de início adotou o livre-arbítrio (cadar em árabe), mas rejeitaram-no por contradizer as escrituras. Talabi menciona que Uabe teve um encontro com o califa Moáuia I (r. 661–680), enquanto segundo Almaçudi, o califa Ualide I (r. 705–715) encontrou uma inscrição perto de Damasco e enviou-lhe para ser decifrada. Em data incerta foi enviado à prisão, talvez por sua crença e por seu contato com os Povos do Livro. Talvez isso tenha ocorrido nos último momentos de sua vida, pois se sabe que morreu de consequências da flagelação à qual foi condenado pelo governador do Iêmem, Iúçufe ibne Omar Atacafi, em 728 ou 730.

## Obra
Os ensinamentos de seus livros foram transmitidos oralmente, ensinados ou escritos parcialmente ainda em sua vida e o restante depois por membros de sua família. Sua literatura consiste sobretudo numa herança disseminada por estudiosos judaico-cristãos que habitavam o Iêmem e Hejaz, sobretudo em Medina. Sua literatura foi classificada como bíblica, mas está intimamente ligada ao islamismo. Por seus livros que sobreviveram e pela importância a ele atribuída por autores posteriores, Uabe é considerado como um dos herdeiros intelectuais mais relevantes dos intelectuais dessa matriz. Ele elaborou um método de análise dos textos bíblicos que ainda era utilizado por seus sucessores e por autores como ibne Cutaiba, que em sua obra reversa um lugar especial a Uabe. Tabari, Almaçudi, Talabi, etc. fizeram várias citações acerca de sua fama. O primeiro livro atribuído a Uabe foi chamado Estórias dos Profetas (Qisas al-anbiya) ou Livro do começo e vida [dos profetas] (Kitab al-mubtada wa-l-siyar); Esse livro começa com o início da Criação e compreende a história dos profetas, de Adão à chegada de Maomé.
As fontes mais antigas que portam testemunho à circulação de material sob seu nome são os Hádices de Daúde (A História de Davi), que estão preservados num papiro árabe de Heidelberga, o mais antigo do seu tipo; o documento foi publicado em 1972 por R. G. Khoury com tradução em alemão. O papiro estava muito deteriorado, mas pode ser quase inteiramente reconstituído através de uma obra de Omara ibne Uatima, que fez uma cópia da mesma história e outras de uma versão mais ou menos original de Uabe transmitida por seu neto Idris ibne Sinane e por seu filho Abde Almumine ibne Idris. Ele foi mantido na biblioteca privada de ibne Laia, juiz do Egito, que aumentou o material inicial sem alterar a estrutura do texto. Ibne Hixame atribui a Uabe um Livro de Israel (Kitab al-Isra'iliyyat), que talvez consiste na mesma obra mas com nome diferente. Na mesma linha da história bíblica, há uma tradução de Uabe dos Salmos de Davi que, apesar de assim designada, foi considerada por várias fontes como um livro que esclarece os motivos adotados por Davi, o que permitiu a popularização dos salmos e aos quais ele e sua posteridade adicionaram conteúdo novo e, em certo sentido, islamizaram.
Uabe também escreveu um Livro do Livre-Arbítrio (Kitab al-Kadar), que mais tarde se arrependeu, e que segundo Abu Nuaim ele inclusive negou a existência de qualquer material sobre o tema. Ao que parece Uabe também foi autor de obras que relatavam o passado pré-islâmico do sul da Arábia e ibne Hixame menciona que ele foi sua fonte primária, através de seu neto, para seu Kitab al-Tidjan. Ainda há alguns escritos puramente islâmicos que lhe foram atribuídos. O primeiro deles é Maghazi Rasul Allah, cuja confirmação provém de um pedaço de papiro preservado em Heidelberga e publicado por Khoury com tradução alemã. Os eventos que descreveu nesse obra incluem os primórdios do islã e a conversão de Zurara ibne Assade e seu filho Assade; a reunião em Ácaba; o conselho reunido pelos coraixitas em Daral Nadua; a migração para Medina; e a campanha de Ali contra a tribo dos catamitas. Para além desses pontos, há um pequeno número de tradições que lidam com aspectos da vida de Maomé e há menção a um Tafsir Wahb e um Livro dos Califas (Tarikh al-Khulafa ou Futuh), cuja existência é desconhecida.